# Жирков Марк Миколайович
Марк Миколайович Жирков (нар. 20 квітня 1892, Вілюйськ — пом. 17 квітня 1951, Якутськ) — якутський радянський композитор і музичний громадський діяч, один з основоположників якутського професійного музичного мистецтва, дослідник якутського музичного фольклору, народних музичних інструментів; член Спілки композиторів СРСР з 1945 року.

## Біографія
Народився 8 [20] квітня 1892 року в місті Вілюйську (тепер Республіка Саха, Росія) в сім'ї козака-поселенця. 1903 року закінчив козачу школу. Рік навчався в Якутському реальному училищі, де освоїв музичну грамоту, отримав навички гри на різних музичних інструментах. Протягом 1908—1910 років навчався у Вілюйській вищій початковій школі. Під час навчання, у 1909 році, ним створений перший у Вілюйську стунний оркестр. 
1911 року поступив на службу писарем у Вілюйську управу. Протягом 1912—1914 років працював учителем музики у Вілюйській вищій початковій школі, де почав створювати мелодії за мотивами якутських народних пісень, влаштовував силами викладачів та учнів святкові концерти, музичні вечори. У 1921 році у Вілюйську при Народному домі під його керівництвом були організовані оркестр народних інструментів, драматичний гурток і хор, які ставили п'єси, виконували хорові твори російською та якутською мовами.
1933 року, за направленням уряду Якутської АРСР, приїхав до Московської консерваторії, де займався по індивідуальній програмі в класі y Йосипа Дубовського.
З 1936 року завідував музичною частиною Якутського театру, при якому 17 жовтня 1936 року організував Якутський державний xop. Того ж року розпочав записувати і обробляти для хору і солістів народні пісні. У 1944 році був одним з ініціаторів організації першої в Якутії дитячої музичної школи і Якутського музичного театру-студії, у 1948 році — Якутського музичного училища. З 1948 року керував сектором мистецтвознавства Інституту мови, літератури та історії Якутської філії AH CPCP. 
Двічі обирався депутатом Верховної Ради Якутської АРСР. Помер в Якутську 17 квітня 1951 року.

## Творчість
Створював музичне оформлення до вистав драматичних театрів, у тому числі до п'єс:
- «Коваль Кюкюр» Дмитра Сівцева (1936);
- «Людина» Миколи Мордінова (1937);
- «Любов» Анемподиста Софронова (1943).

Під його кепрівництвом була написана музика першої національної музичної драми «Нюргун Боотур Стрімкий» (1940). 
Разом з Генріхом Літинським брав участь у створенні перших національних опер і балетів:
- епічної опери «Нюрґун Боотур» (1947, Якутська театр-студія);
- лірико-драматичної опери «Сигий Киринаастиир» (1946, концертне виконання 1947);
- балету-казки «Польова квітка» (1947, балетна трупа Якутського музично-драматичного театру);
- балету на сучасний сюжет «Червона хустинка» (1949, 1967; балетна трупа Якутського музично-драматичного театру).

Разом з Григорієм Лобачовим та іншими композиторами писав пісні і хори на слова якутських поетів, обробляв народні мелодії. Кращі пісні — «Пісня o батьківщину», «Над Якутськом», «Пісня мисливця», «Весною» і інші.
Автор публікацій:
- «Якутські пісні», Москва—Ленінград, 1948 (якут.);
- «Прогрессивное влияние русского народа на развитие музыкальной культуры якутского народа» у збірці.: «Прогрессивное влияние великой русской нации на развитие якутского народа», Якутськ, 1950 (рос.).

## Відзнаки, пам'ять
- Нагороджений:
  - Орденом «Знак Пошани»;
  - Медаллю «За доблесну працю у Великій Вітчизняній війні 1941—1945 рр.»;
  - Почесними грамотами Президії Верховної Ради Якутської АРСР[2];
- Заслужений діяч мистецтв Якутської АРСР з 1941 року;
- Заслужений діяч мистецтв РРФСР з 1947 року.

Іменем композитора названий Якутський музичний коледж.